# Референдум в Словакии (2003)
Референдум о вступлении Словакии в Европейский союз — пятый в истории Словакии референдум, который состоялся 16 и 17 мая 2003. Вопрос звучал следующим образом:

Согласны ли вы с тем, чтобы Словацкая Республика стала членом Европейского Союза?
Оригинальный текст (словац.)Súhlasíte s tým, aby sa SR stala členským štátom EÚ?

В референдуме приняли участие 52,15 % избирателей, вследствие чего он стал единственным признанным референдумом.
За вступление в Евросоюз проголосовали 93,7 % избирателей, 6,3 % высказались против вступления Словакии в ЕС. 1 мая 2004, менее чем через год, Словакия вступила в Европейский союз.

## Результаты
| Выбор                   | Голоса    | %    |
| ----------------------- | --------- | ---- |
| За                      | 2,012,870 | 93.7 |
| Против                  | 135,031   | 6.3  |
| Недействительные голоса | 27,488    | -    |
| Итого                   | 2,175,389 | 100  |
| Избиратели, %           | 4,174,097 | 52.1 |